# Championnats de France d'escrime 2022
Navigation
Édition précédente Édition suivante
Les Championnats de France d'escrime 2022 se déroulent sur deux week-ends: les 14 mai et 15 mai à Faches-Thumesnil pour le sabre, puis les 21 mai et 22 mai à Antony pour le fleuret et à Épinal pour l'épée. Six épreuves figurent au programme, trois masculines et trois féminines.
Comme chaque année, des circuits nationaux permettent de se qualifier aux Championnats de France. La particularité de cette saison fut le retour des circuits « fermés », c'est-à-dire réservés aux athlètes les mieux classés, en plus de circuits « ouverts » à tous.
Les épreuves individuelles se déroulent le samedi, alors que les épreuves par équipes ont lieu le dimanche.

## Liste des épreuves

### Sabre
La saison individuelle s'articule autour de :
- 5 circuits nationaux
- les Championnats de France par division.

La saison par équipes s'articule autour de :
- une demi-finale : à Pau le 12 décembre en N1 hommes[1] et femmes[2] et N2 hommes[3]
- la finale des Championnats de France par division.

### Fleuret
La saison individuelle s'articule autour de :
- 7 circuits nationaux
- les Championnats de France par division.

La saison par équipes s'articule autour des Championnats de France par division.

### Épée
La saison individuelle s'articule autour de :
- 7 circuits nationaux
- les Championnats de France par division.

La saison par équipes masculine s'articule autour de :
- un quart de finale : à Fontaine les 18 décembre et 19 décembre en N1[4] et N2[5]
- une demi-finale : à Laon les 14 mai et 15 mai en N1 et N2
- la finale des Championnats de France par division.

La saison par équipes féminine s'articule autour de :
- 3 journées de Championnats en N1 et N2 (poule unique) : à Soissons le 14 novembre 2021[6],[7], Nantes le 13 mars et Ornon le 17 avril
- les Play Offs du Championnat de France par division (tableau éliminatoire)

## Médaillés

### Sabre
| Épreuves            | Or                                                                                    | Argent                                                                         | Bronze                                                                                  |
| ------------------- | ------------------------------------------------------------------------------------- | ------------------------------------------------------------------------------ | --------------------------------------------------------------------------------------- |
| Sabre               |                                                                                       |                                                                                |                                                                                         |
| Hommes individuel,  | Maxime Pianfetti ATE Tarbes                                                           | Eliott Bibi Section paloise                                                    | Thomas Martine CE Orléans Sébastien Patrice CE Orléans                                  |
| Hommes par équipes, | CE Orléans- Boladé Apithy - Thomas Martine - Léandre Ollivier - Jean-Philippe Patrice | Section paloise- Eliott Bibi - Guilhem Jalabert - Samuel Jarry - Ugo Latapy    | Club d’escrime de Clamart- Nael Canali - Charles Colleau - Nicolasz Iliasz - Hugo Soler |
| Femmes individuel,  | Caroline Quéroli CE Orléans                                                           | Sara Balzer Strasbourg USM                                                     | Faustine Clapier CE Orléans Mathilde Mouroux ATE Tarbes                                 |
| Femmes par équipes, | Strasbourg USM- Sara Balzer - Michela Battiston - Charlotte Lembach - Sarah Noutcha   | CE Orléans- Amalia Aimé - Faustine Clapier - Caroline Quéroli - Coline Suzanne | Gémenos- Annah Couderc - Margaux Gimalac - Anne Poupinet - Margaux Rifkiss              |

### Fleuret
| Épreuves            | Or | Argent                                                                                | Bronze                                                                         |
| ------------------- | --- | ------------------------------------------------------------------------------------- | ------------------------------------------------------------------------------ |
| Fleuret,            | |                                                                                       |                                                                                |
| Hommes individuel,  | Pierre Loisel OGC Nice Escrime                                                                                  | Alexandre Ediri Antony Sports Escrime                                                 | Meddy Elice Team Fleuret Julien Mertine Cercle d'Escrime de Rueil-Malmaison    |
| Hommes par équipes, | Issy-les-Moulineaux Mousquetaires- Maximilien Chastanet - Alexander Choupenitch - Maxime Pauty - Alexandre Sido | OGC Nice Escrime- Cameron Carasena - Maxime Carruggi - Alessio Foconi - Pierre Loisel | BLR 92- Cheung Ka Long - Simon Pinson - Rafael Savin - Jean-Paul Tony-Helissey |
| Femmes individuel,  | Ysaora Thibus BLR 92                                                                                            | Pauline Ranvier CE Melun Val de Seine                                                 | Solène Butruille OGC Nice Escrime Éva Lacheray Montbéliard                     |
| Femmes par équipes, | CE Melun Val de Seine- Lee Kiefer - Emma Mika - Pauline Ranvier - Solène Watson                                 | Team Fleuret- Ivana Goupillon - Flóra Pásztor - Morgane Patru - Astrid Rapaud         | BLR 92- Mérédith Guillaume - Jade Maréchal - Olga Sopit - Ysaora Thibus        |

### Épée
| Épreuves            | Or                                                                                                 | Argent                                                                         | Bronze                                                                                           |
| ------------------- | -------------------------------------------------------------------------------------------------- | ------------------------------------------------------------------------------ | ------------------------------------------------------------------------------------------------ |
| Épée,               | |                                                                                |                                                                                                  |
| Hommes individuel,  | Arthur Philippe Escrime Saint-Gratien                                                              | Alexandre Bardenet Rodez Aveyron                                               | Paul Allègre Levallois Yannick Borel Levallois                                                   |
| Hommes par équipes, | Escrime Saint-Gratien- Alex Fava - Nelson Lopez-Pourtier - Arthur Philippe - Jhon Édison Rodríguez | Paris UC- Gaétan Billa - Grégory Bon - Théo Collin - Baptiste Correnti         | Levallois- Paul Allègre - Yannick Borel - Houssam Elkord - Ronan Gustin                          |
| Femmes individuel,  | Auriane Mallo Escrime Saint-Gratien                                                                | Joséphine Jacques-André-Coquin AS Bondy Escrime                                | Marie-Florence Candassamy Paris UC Alexandra Louis-Marie Levallois                               |
| Femmes par équipes, | Levallois- Camélia El Kord - Alexandra Louis-Marie - Solène Mbiim - Coraline Vitalis               | Beauvais ACA- Camille Hermay - Arina Korneeva - Hélène Ngom - Éloïse Vanryssel | Escrime Saint-Gratien- Sara Fernández Calleja - Lydiane Hersant - Auriane Mallo - Camille Nabeth |